# ایوت ویکرز
ایوِت ویکرز (انگلیسی: Yvette Vickers؛ ۲۶ اوت ۱۹۲۸ – ۲۰۱۰) خواننده، هنرپیشه و مانکن اهل ایالات متحده آمریکا بود.
از فیلم‌هایی که وی در آن نقش داشته است، می‌توان به حمله زن ۵۰ فوتی اشاره کرد.